# Hertigö
Hertigö är en ö i Svärta socken, Nyköpings kommun.
Enligt lokala traditioner skall ön fått sitt namn av att hertig Karl skall ha jagat här. Några belägg för detta finns dock inte. Ön är dokumenterad 1673 som "Herägöö". På en karta från 1722 kallas den Rensö, men det är möjligen en förväxling med den närbelägna Rensholmen. Från 1734 skrivs dock namnet Hertigö. Sedan 1600-talet har ön även bebotts av fiskare, den siste fiskaren avled 1965. Ön lydde under Sjösa gård och fiskarna arrenderade den därifrån. Under Sjösatiden tillkom även ett torp på ön, och senare tillkom ett antal fritidshus. På 1960-talet ingick Hertigö i köpet då Bryngelstorp köptes från Sjösa av Nyköpings kommun. På 1970-talet fanns planer på att göra Hertigö till ett fritidsområde för Nyköpingsborna.